# Redovisningsavdelning Bergslagen
Redovisningsavdelning Bergslagen (RAB) var ett ledningsförband inom svenska armén som verkade i olika former åren 1975–2004. Förbandsledningen var förlagd i Örebro garnison i Örebro.

## Historik
Redovisningsavdelning Bergslagen bildades 1975 och staben förlades till Livregementets husarer före detta stabsbyggnad vid Olaigatan 21 i Örebro. År 1976 samlokaliserades stabsavdelning vid Livregementets grenadjärer med Redovisningsavdelning Bergslagen vid Olaigatan. År 1984 flyttade Redovisningsavdelning Bergslagen till Boglundsängen i nyuppförda byggnader i norra Örebro. I samband med 2004 års försvarsbeslut kom Redovisningsavdelning Bergslagen att slås samman med Flygvapnets markteleenheter (MTE) och kom från den 1 januari 2005 att organiseras under namnet Försvarsmaktens telenät- och markteleförband (FMTM).

## Verksamhet
Redovisningsavdelning Bergslagen ansvarade för lednings- och sambandsfunktioner samt gemensamma stabsplatser inom armén och försvarets gemensamma telesystem, FTN.
I detta inkluderades, kanske mest känt, plats för regering och kungahus i Bergslagen under krigstid.

## Förläggningar och övningsplatser
När förbandet bildades förlades staben till en fastighet på Olaigatan 21 i Örebro, fastigheten hade tidigare utgjort stabs- och expeditionsbyggnad åt Livregementets husarer åren 1862–1904, Livregementets grenadjärer åren 1904–1945 och Örebro försvarsområde åren 1945–1975. Försvarsområdesstaben lämnade fastigheten sommaren 1975, detta i samband med att staben sammanslogs med Livregementets grenadjärer. Fastigheten i sig övertogs då av Redovisningsavdelning Bergslagen. Sommaren 1984 flyttade staben till ett nyuppfört fastighetskomplex i Boglundsängen.

## Heraldik och traditioner
Den 27 november 2002 antogs och fastställdes "Kommendanten" (Sernklef) som förbandsmarsch. Åren 2005–2015 användes förbandsmarschen av Försvarsmaktens telenät- och markteleförband och sedan 2016 av Försvarsmaktens telekommunikations- och informationssystemförband.

## Förbandschefer
- 1975–1980: Stig Dalsjö
- 1980–1981: Orvar Lundberg
- 1981–1988: Knut Osmund
- 1988–1993: Åke Widerström
- 1993–2000: Hasse Kvint
- 2000–2004: Christer Svensson [b]
- 2004–2004: Lars-Olof Johansson [källa behövs]

## Namn, beteckning och förläggningsort
| Redovisningsavdelning Bergslagen | 1975-??-?? | – | 2004-12-31 |

| RAB | 1975-??-?? | – | 2004-12-31 |

| Örebro garnison (F) | 1975-??-?? | – | 2004-12-31 |

## Galleri

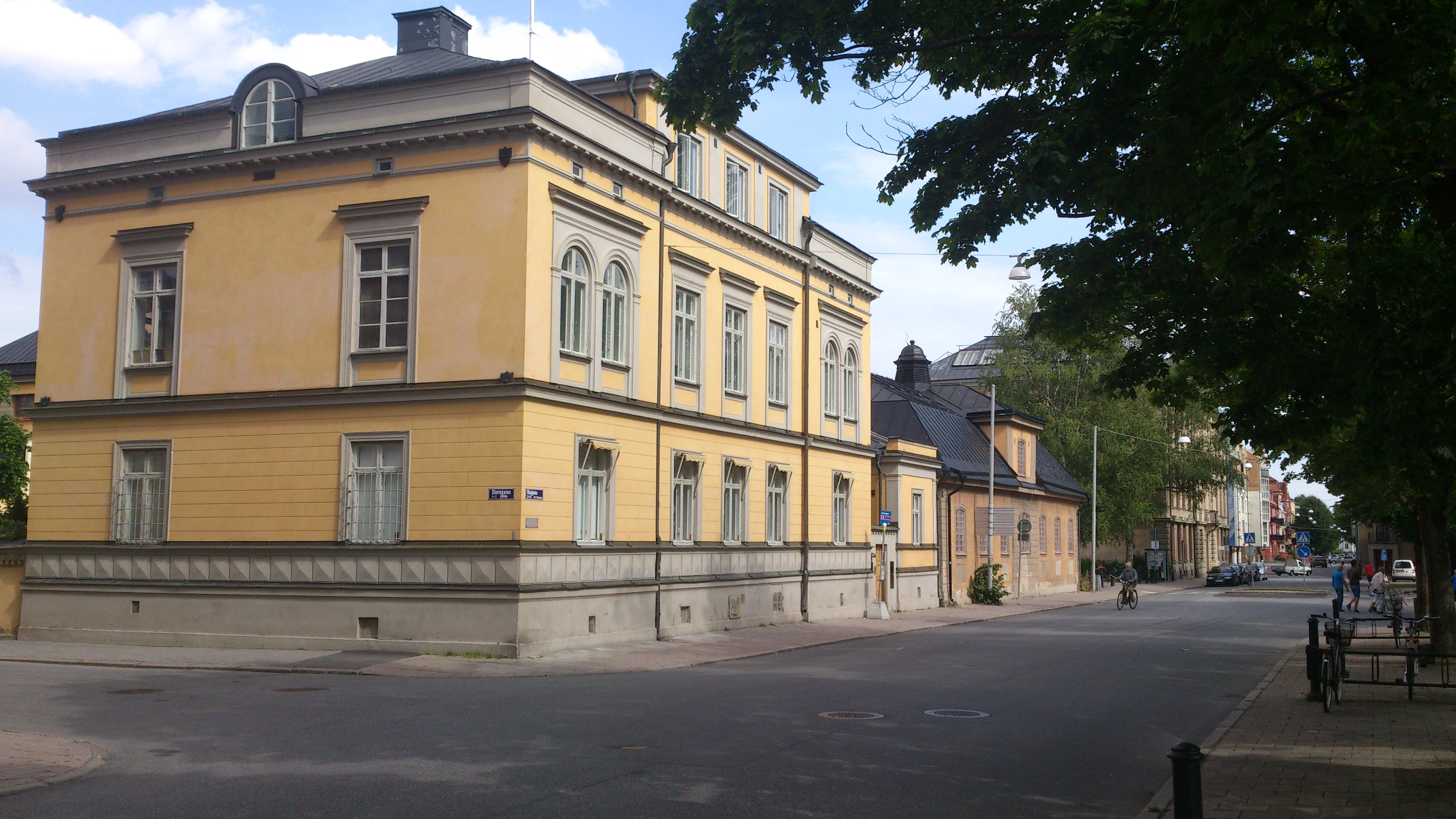
Vy över framsidan av RAB:s före detta stabsbyggnad på Olaigatan 21 i Örebro.
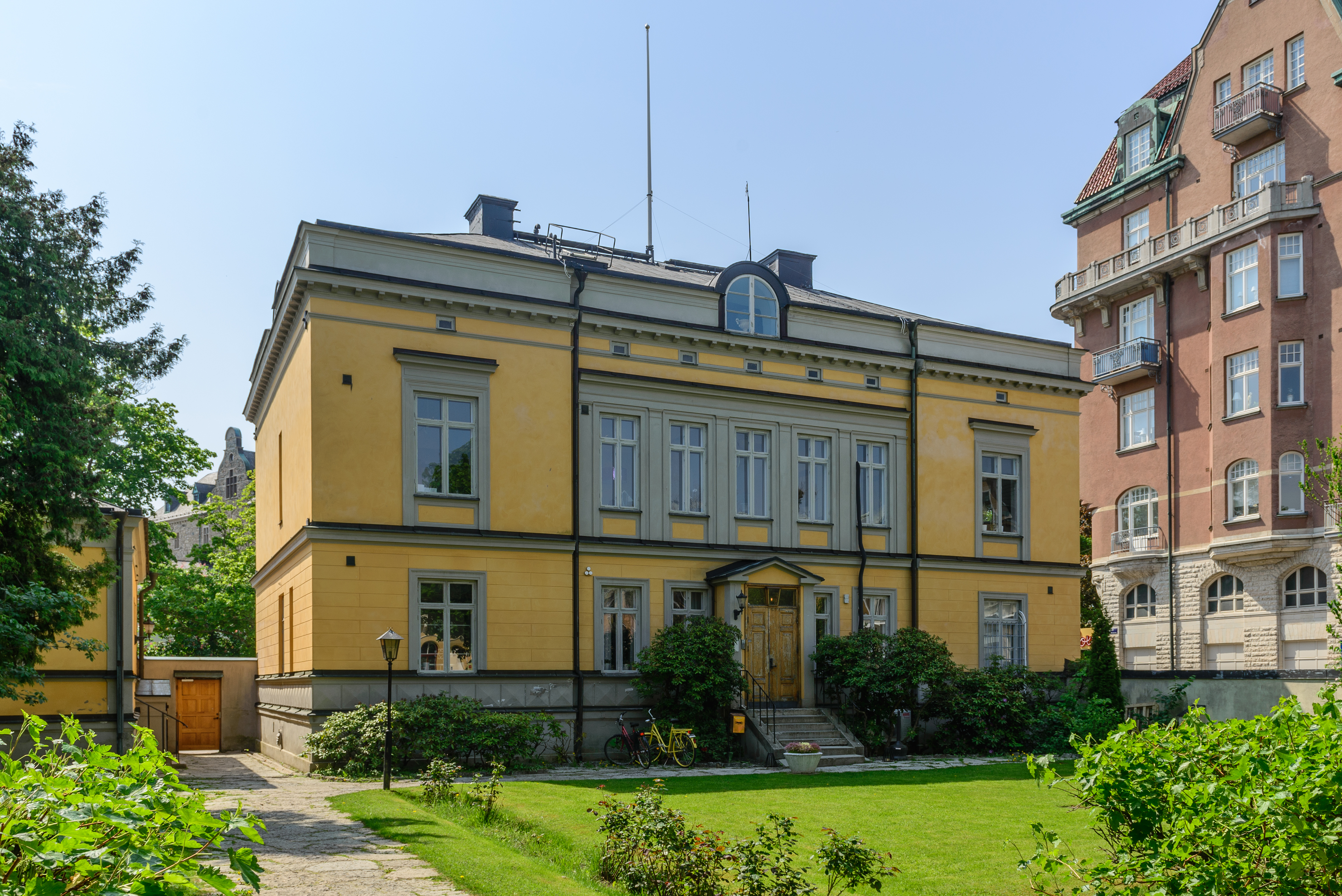
Vy från innergården av RAB:s före detta stabsbyggnad på Olaigatan 21 i Örebro.